# Lherzoliet

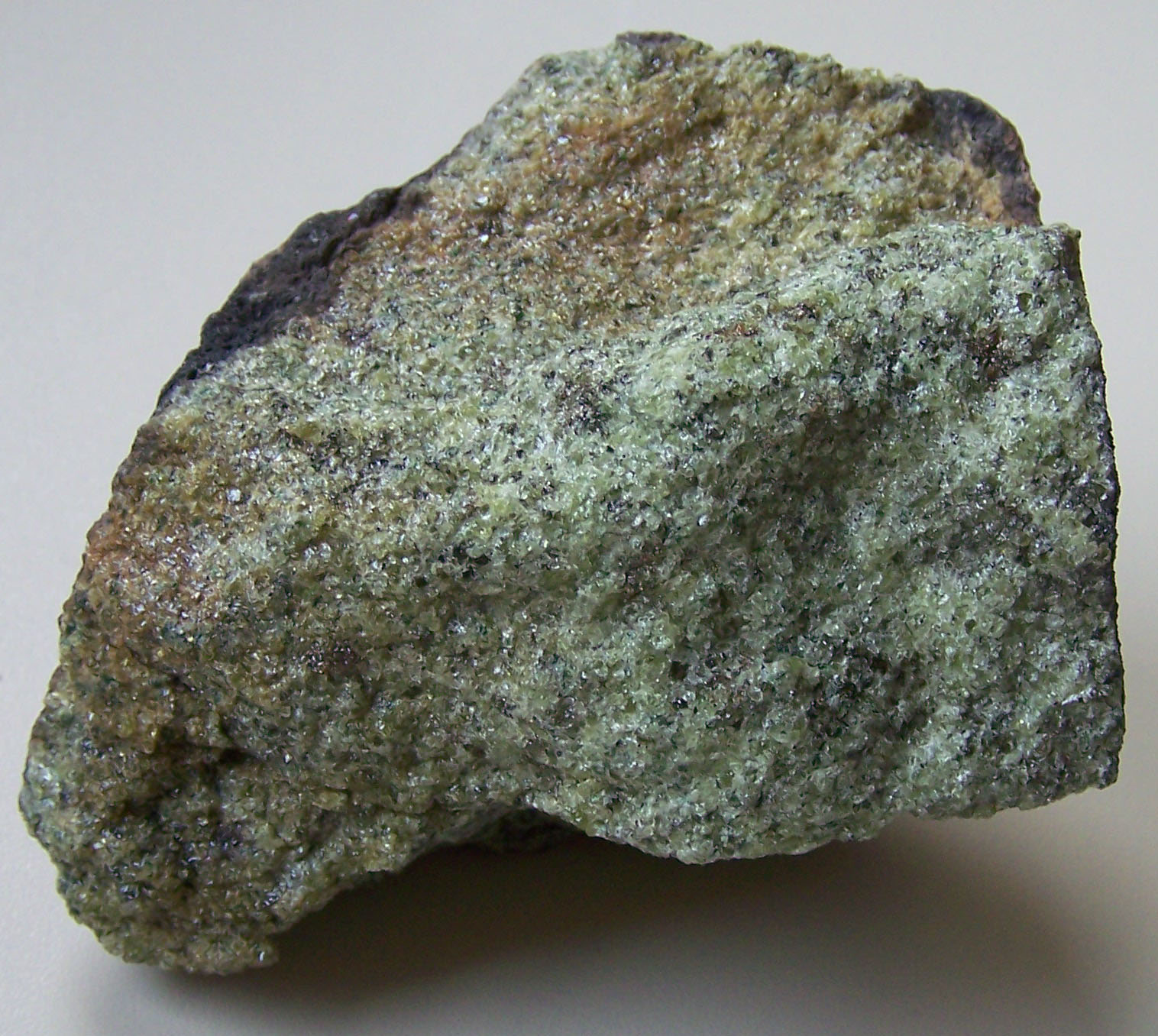
Een stuk spinel-lherzoliet dat als xenoliet tijdens vulkanisme naar het aardoppervlak gebracht werd. Vindplek: Dreiser Weiher, Eifel.

Lherzoliet is een type peridotiet, een dieptegesteente met een ultramafische samenstelling. Een lherzoliet bevat 40 tot 90 % olivijn en heeft verder altijd een belangrijke fractie orthopyroxeen (enstatiet) en clinopyroxeen (voornamelijk chroom-diopsied). Verder kan afhankelijk van de druk waarbij het gevormd werd plagioklaas (op 20 - 30 km diepte gevormd), chroom- of aluminiumhoudende spinel (20 - 90 km) of granaat (voornamelijk pyroop, op meer dan 90 km diepte gevormd) bevatten.

## Naamgeving en typelocatie
De typelocatie van lherzoliet is bij het Étang de Lers in het Lherzmassief (Franse Pyreneeën).

## Voorkomen
Granaat-lherzolieten vormen een belangrijk deel van de aardmantel (tot rond de 300 km diepte), maar aan de oppervlakte is lherzoliet een stuk zeldzamer. Het komt soms voor in de lithostratigrafisch onderste delen van ofiolieten, hoewel deze vaker uit harzburgiet bestaan. Het komt ook voor in peridotiet-massieven zoals in de Zuidelijke Alpen, bij breuken langs mid-oceanische ruggen en als uit de mantel meegenomen xenolieten in alkali-basalt en kimberliet-vulkaanpijpen.
Partieel smelten van lherzoliet in de mantel is een van de belangrijkste bronnen van basaltische magma. Onder mid-oceanische ruggen vindt zulk opsmelten van omhoogbewegend mantelmateriaal plaats, waarna de smelt (basalt) naar de oppervlakte opstijgt om daar nieuwe oceanische korst te vormen. Het residu dat achterblijft bestaat uit harzburgiet of duniet.